# Sover
Sover település Olaszországban, Trento megyében. Lakosainak száma 772 fő (2023. január 1.). Sover Bedollo, Capriana, Altavalle, Lona–Lases, Segonzano és Valfloriana községekkel határos.

## Népesség
A település népességének változása:
| Lakosok száma | 835  | 824  | 772  |
|               | 2017 | 2018 | 2023 |